# Cyrtocymura scorpioides
Cyrtocymura scorpioides là một loài thực vật có hoa trong họ Cúc. Loài này được (Lam.) H.Rob. mô tả khoa học đầu tiên năm 1987.